# مرلین اوکورو
مرلین اوکورو (انگلیسی: Marilyn Okoro؛ زادهٔ ۲۳ سپتامبر ۱۹۸۴) دونده سرعت و دونده دو نیمه‌استقامت زن اهل بریتانیا است. 